# چوکمو
چوکمو (به مجاری:  Csökmő) یک منطقهٔ مسکونی در مجارستان است که در ناحیه برتیواوی‌فالو واقع شده‌است. چوکمو ۶۸٫۹۷ کیلومتر مربع مساحت و ۱٬۹۲۵ نفر جمعیت دارد.